# Секс-шоп

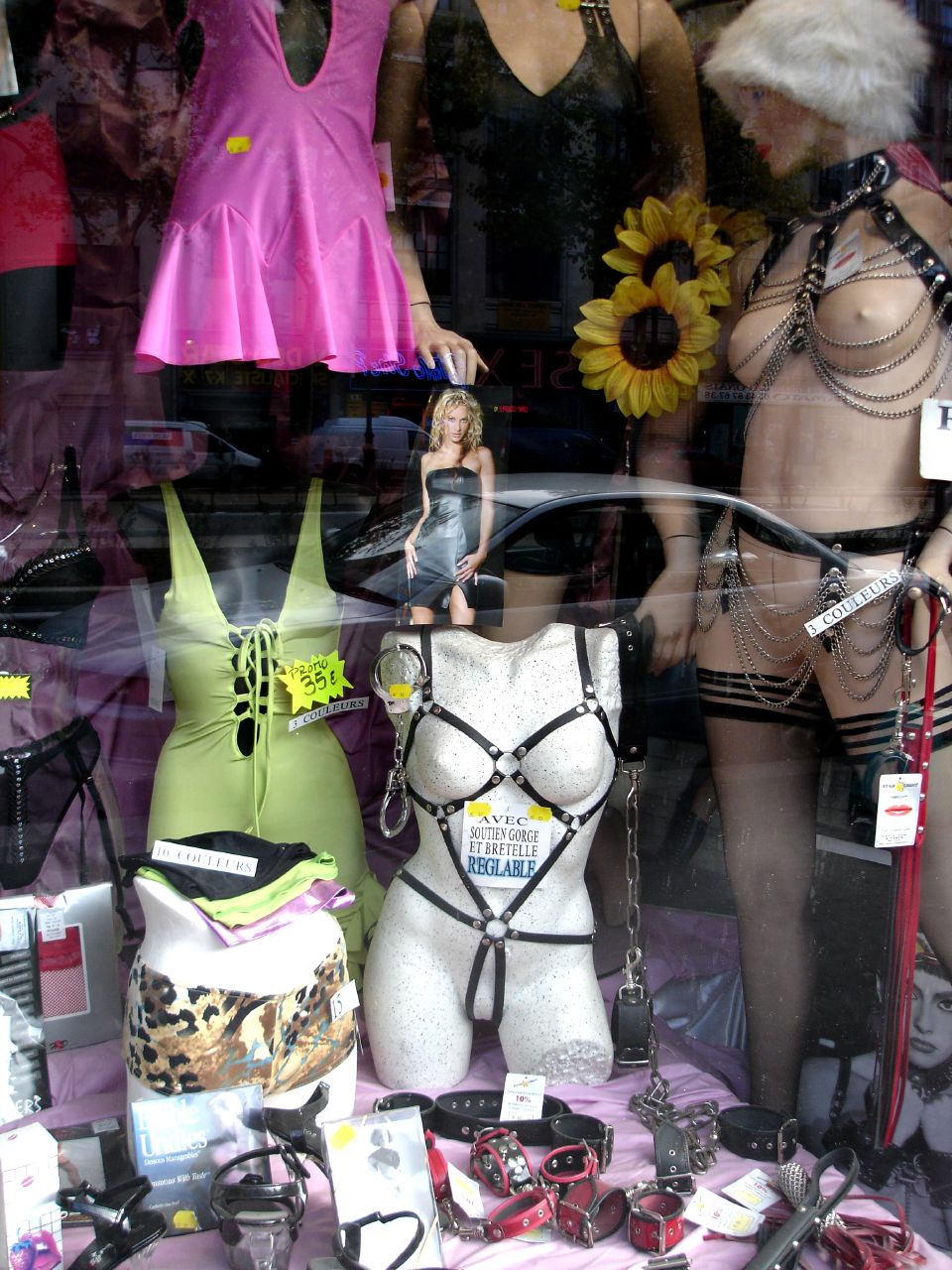
Вітрина секс-шопу

Секс-шоп (англ. sex shop) — крамниця для сексу, яка здійснює торгівлю товарами інтимного призначення, наприклад: секс-іграшками (віброфаллоімітатори, вібратори, фалоімітаторами, насадками на статевий член, штучними вагінами). Подібні товари служать для додання різноманітності статевому життю або ж для мастурбації. У деяких випадках ці товари можуть служити іншим цілям (наприклад, медичним). Також в крамниці можна придбати презервативи, інтимні мастила, книги еротичного змісту, еротичне кіно.
Найчастіше подібні крамниці ховаються за вивіскою «Інтимна крамниця», «Крамниця для дорослих», або ж просто називаються «Секс-шоп». Також вельми поширені онлайн секс-шопи, які продають товари у режимі онлайн, через інтернет. 
Раннім попередником сучасного секс-шопу була мережа магазинів, заснована в Парижі в 1920-х роках Леоном Відалем, засновником компанії Diana Slip з виробництва нижньої білизни. Його магазини продавали еротичні книги та фотографії, а також нижню білизну.
Beate Uhse AG відкрила секс-шоп у 1962 році у Фленсбурзі, Західна Німеччина, і його описують як перший у світі «офіційний» секс-шоп. 

## Перелік товарів

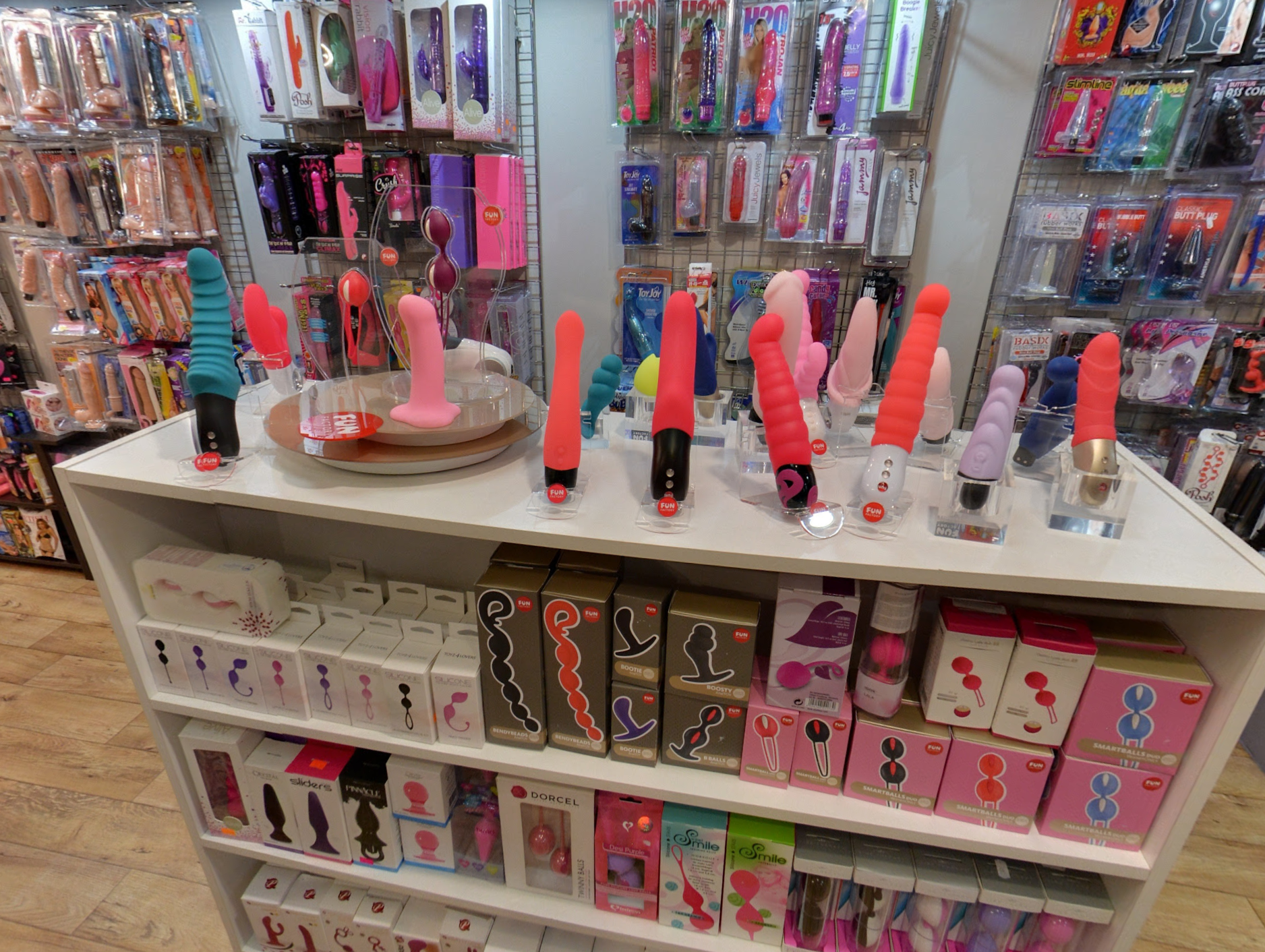
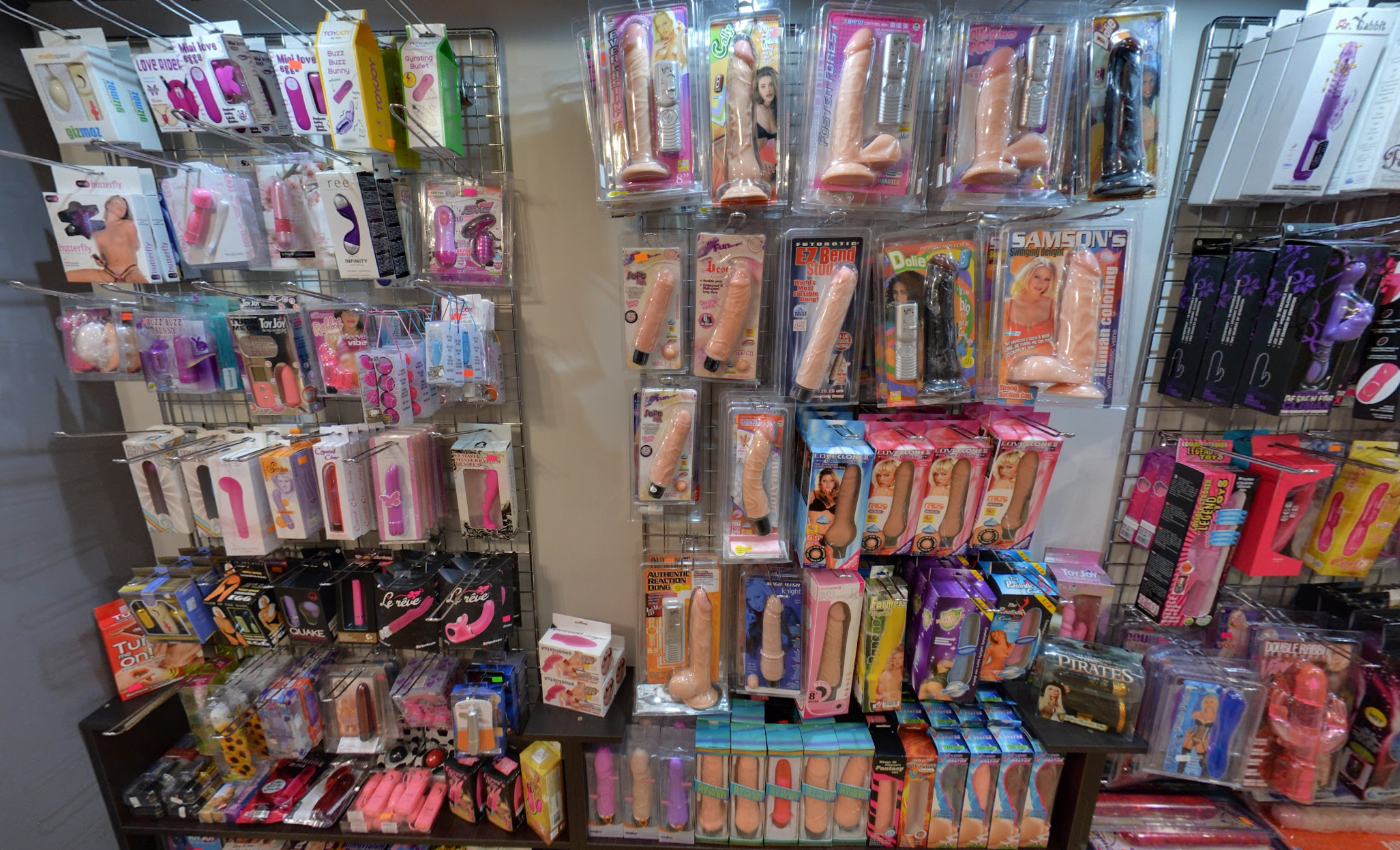
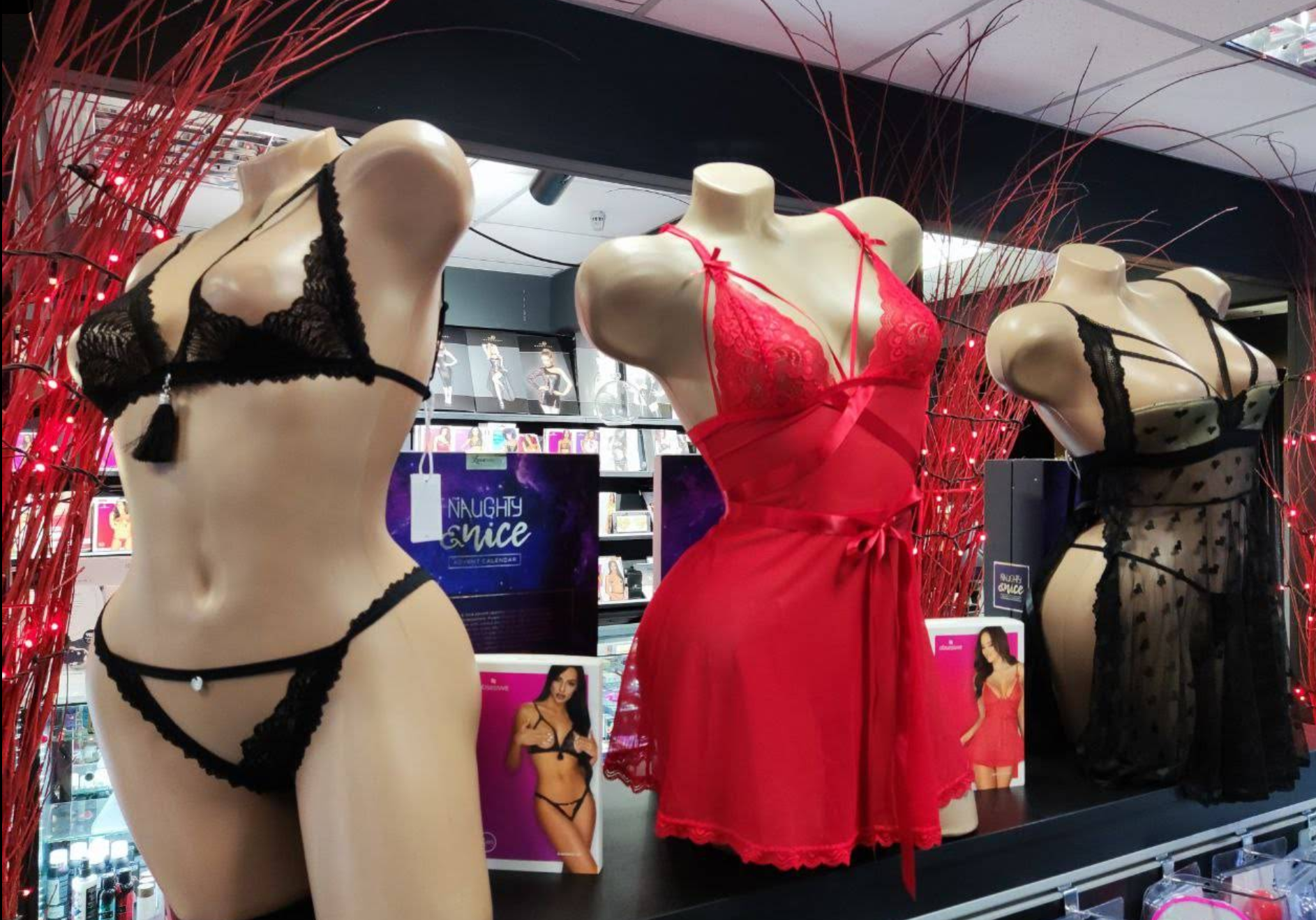

#### Секс-іграшки
- Вібратори: для вагінальної, кліторальної або анальної стимуляції.
- Дилдо (фалоімітатори): класичні, реалістичні, подвійні, з присосками або без.
- Мастурбатори: для чоловіків (ручні, автоматичні, з текстурованою внутрішньою поверхнею).
- Анальні іграшки: анальні пробки, кульки, хвости, розширювачі.
- Кільця для пеніса: для посилення ерекції та продовження статевого акту.
- Вагінальні кульки: для тренування інтимних м'язів і посилення сексуальних відчуттів.
- Електростимулятори: для інтенсивних відчуттів за допомогою м'яких електричних імпульсів.

#### Товари для пар
- Страпони: з ремінцями або без, різних форм і розмірів.
- Інтерактивні іграшки: керовані через Bluetooth або додатки для смартфона.
- Масажери: для еротичного масажу (переважно з вібрацією).
- Подушки та меблі для сексу: для зручного експериментування з позами.
- Іграшки для дистанційного використання: дозволяють партнерам керувати пристроєм на відстані.

#### Продукція дляBDSMтафетишів
- Наручники, мотузки, кайдани: для рольових ігор із елементами домінування.
- Маски та кляпи: аксесуари для підвищення інтимності та реалізації фантазій.
- Плеті, батоги, шлепалки: для легких або інтенсивних впливів.
- Нашийники та повідки: часто використовуються в рольових іграх.
- Костюми для фетишу: латексні, шкіряні або тканинні.

#### Лубриканти та засоби інтимної гігієни
- Лубриканти: на водній, силіконовій чи гібридній основі (звичайні, зігріваючі, ароматизовані).
- Анальні лубриканти: спеціальні формули для комфорту та безпеки.
- Засоби догляду за іграшками: антибактеріальні спреї або серветки.
- Презервативи: звичайні, ультратонкі, ароматизовані, текстуровані.
- Стимулятори: креми та гелі для посилення відчуттів або збільшення збудження.

#### Білизната аксесуари
- Еротична білизна: мереживна, латексна, тематична.
- Костюми для рольових ігор: медсестра, поліцейський, покоївка, супергерой тощо.
- Шкарпетки, панчохи, корсети: для створення інтимного образу.
- Аксесуари для фетишу: латексні рукавички, чокери, корсети.

#### Інноваційні пристрої
- VR-сумісні іграшки: для повного занурення у віртуальну реальність.
- Техніка для самозадоволення: вакуумні стимулятори для клітора, автоматичні мастурбатори.
- Іграшки для керування партнером: дистанційне керування через Wi-Fi або Bluetooth.

#### Сувеніри та аксесуари
- Ігри для дорослих: настільні ігри, карти, кубики з інтимними завданнями.
- Свічки для еротичного масажу: створюють розслаблюючу атмосферу.
- Парфуми з феромонами: для підвищення сексуальної привабливості.

## Термінологія
Секс-шопи також можна назвати магазином для дорослих, еротичним магазином, магазином розваг для дорослих або магазином книг для дорослих. У деяких юрисдикціях використовуються ввічливі евфемізми, наприклад «магазин подружньої допомоги» або «магазин новинок для дорослих».

## Історія

### Австралія
Секс-шопи працювали в Австралії з 1960-х років, спочатку в міських районах Сіднея, зокрема Кінгс-Крос. Розвитку секс-шопів у країні сприяла легалізація імпорту порнографічних журналів у 1971 році, поява масового виробництва вібраторів на батарейках у 1970-х роках і поява відео з рейтингом X у 1980-х роках. Популярність порнографії в Інтернеті в 2000-х роках призвела до падіння продажів секс-шопів, закриття деяких магазинів і диверсифікації товарів для дорослих, не пов’язаних із сексом.
Секс-шопи в Австралії регулюються законами штату та підлягають місцевому плануванню. Хоча закони в різних штатах відрізняються, ліцензіати повинні дотримуватися суворих умов, які зазвичай вимагають, щоб приміщення знаходилися щонайменше за 200 метрів від шкіл і церков. Вікна часто повинні бути затемнені, а вхід обмежений особам старше 18 років, а правопорушення переслідуються поліцією відповідно до розділу 578E Закону про злочини.
У штаті Новий Південний Уельс секс-шопи не можуть торгувати на вулицях і повинні торгувати як над землею, так і під землею. Відповідно до законодавства Нового Уельсу, неконтрацептивні засоби сексу можна продавати лише в магазинах, яким місцеві ради надали обмежену ліцензію на розміщення. Тим не менш, до 2013 року кілька магазинів нижньої білизни Нового Уельсу почали продавати іграшки та книжки для дорослих у торгових центрах без отримання ліцензії.

### Китай
Перший секс-шоп у материковому Китаї відкрився в Пекіні в 1993 році, а до 2013 року в місті було понад 2000 секс-шопів. Більшість їхньої продукції було виготовлено в Китаї.

### Канада
Перший секс-шоп у Північній Америці називався The Garden. Він був відкритий у жовтні 1971 року Айвором Сарджентом на вулиці Кресент у центрі Монреаля, Квебек. Сад об’єднав концепції Беате Узе в Німеччині та Енн Саммерс у Великобританії. Відкриття магазину зібрало довгі черги покупців. Палм Біч Пост прокоментувала: «Як і суперечка про курку чи яйце, ніхто не впевнений, що було першим — секс-бутік чи так звана сексуальна революція».
Немає спеціальних законів, які забороняють використання або купівлю секс-іграшок у певному віці, але існують закони, які обмежують купівлю порнографії. Хоча в Канаді вік згоди становить 16 років, для придбання або перегляду порнографії необхідний вік 18+. Більшість секс-шопів продають відео для дорослих, а це означає, що більшість секс-іграшок продаються лише дорослим.

### Україна
В Україні відсутня чітко сформульована законодавча база, яка б регулювала діяльність секс-шопів, як стаціонарних крамниць так і інтернет-крамниць. При цьому в Україні діє Закон України «Про захист суспільної моралі» від 20.11.2003 № 1296-IV (зі змінами). В даному законі дається визначення суспільної моралі, продукції еротичного і сексуального характеру. Відповідно до Закону, продукція еротичного та / або сексуального характеру повинна реалізовуватися в герметичній упаковці з написом «продукція сексуального характеру, продаж неповнолітнім заборонено».
При відправці товару поштою або службами кур'єрської доставки товар розміщується в непрозорій упаковці. В Україні заборонено виробництво матеріалів порнографічного характеру та їх поширення, заборонена пропаганда насильства чи жорстокості, діє заборона на розміщення в засобах масової інформації зображень статевих органів людини.

### Німеччина
Беате Узе-Ротермунд почала продавати інформацію про контрацепцію поштою в 1946 році, а свій перший магазин вона відкрила в 1962 році. Законодавчі обмеження в Західній Німеччині, починаючи з 1872 року, були посилені в 1968 році. Порнографія була легалізована в Західній Німеччині в 1975 році, хоча цього ніколи не відбувалося у Східній Німеччині.

### Угорщина
Перший угорський секс-шоп відкрився 15 листопада 1989 року, ще до падіння комунізму в Угорщині, на бульварі Каролі, 14 у Будапешті, під назвою Intim Center, який існує й сьогодні. У той час три Т-категорії були настільки раптово переміщені із заборонених до допустимих, що навіть преса того часу повідомляла про адміністративну невизначеність навколо секс-шопу таким чином.

### Італія
Перший секс-шоп в Італії був відкритий в 1972 році в Мілані Анжелою Масією та її чоловіком Ерколе Саббатіні. Це був перший «офіційний» секс-шоп. Відтоді відкрилося більше секс-шопів, переважно в Римі. У 2018 році місто Пістоя в Тоскані заборонило відкриття нових секс-шопів в історичному центрі міста.

### Японія
В Японії, секс-шопи містять еротичні журнали, відео для дорослих та аніме у жанрі хентай.

### Сінгапур
Секс-шопи вкрай рідкісні в Сінгапурі. Ці крамниці в основному продають білизну та різні секс-іграшки. Їхні товари можна побачити через вітрину крамниці.

### Нідерланди
Перші секс-шопи в Нідерландах були відкриті на початку 1970-х років такими підприємцями, як Беате Усе та Лассе Браун. У 2010 році в Нідерландах відкрився перший у світі секс-шоп для мусульман під назвою El Asira. За перші чотири дні роботи веб-сайт відвідало 70 000 осіб.

### Південна Африка
Після того, як Нельсон Мандела підтримав антидискримінаційний закон, який легалізував секс-іграшки, у 1994 році було засновано «Світ дорослих» як перший секс-шоп у Південній Африці. Adult World керує загалом 52 магазинами в Південній Африці та 15 магазинами в Австралії. Багато релігійних християнських громад вважали, що використання цих центрів способу життя дорослих призведе до підвищення рівня злочинності, і намагалися організувати масові демонстрації під час їх відкриття, щоб змусити закрити Світ дорослих.
У липні 1998 року Adult World відкрили свій найбільший магазин для дорослих у Пароу, Кейптаун, який вони назвали «Adult World Warehouse». Зірка фільмів для дорослих Крісті Лейк відвідала відкриття магазину, де марш протесту за участю понад 500 людей зупинив рух. Протягом наступних кількох днів протестувальники тримали плакати з написами «Справжнім чоловікам не потрібна порнографія» та «Захистіть наш народ від забороненої порнографії». Коли магазин було відкрито, виявилося, що 70% клієнтської бази складали жінки, які хотіли дізнатися більше про товари для дорослих.

### Іспанія
Секс-шопи в Іспанії з’явилися лише після закінчення франкістської диктатури в 1975 році. Першим секс-шопом, відкритим в Іспанії, був Kitsch у Мадриді в 1978 році. Багато з них згодом відкрилися по всій країні.

### Велика Британія
Майже всім ліцензованим магазинам для дорослих у Великій Британії заборонено розміщувати свої товари у відкритих вітринах відповідно до Закону про непристойні вітрини 1981 року, що означає, що часто вітрини магазинів забиті дошками або прикрашені плакатами. На вході в магазин має бути чітко видно попереджувальний знак, а з вулиці не повинно бути видно предметів сексуального характеру (наприклад, порнографії чи секс-іграшок). Проте нижня білизна, необразливі обкладинки матеріалів для дорослих тощо можуть демонструватися залежно від ліцензійних умов місцевої влади. Закон про відеозаписи 1984 року запровадив класифікацію R18 для відео, які доступні лише в ліцензованих секс-шопах. Клієнт не може бути віком до 18 років.
У Лондоні небагато районів мають ліцензію на секс-шопи. У районі Сохо в місті Вестмінстер на початку 1960-х років Карл Слек відкрив кілька секс-шопів, а до середини 1970-х їх кількість зросла до 59. Деякі номінально мали «секретні» зали, де продавали хардкорні фотографії та романи. , включаючи видання Olympia Press.
До 1980-х років чистки корумпованих поліцейських разом із новим і жорсткішим контролем ліцензування з боку Вестмінстера призвели до розгону незаконних приміщень у Сохо. На початку 1990-х лондонська рада Хакні прагнула закрити Sh! Жіночий еротичний магазин, тому що вони не мали ліцензії. Sh! Women's Erotic Emporium звернувся до ради з позовом до суду і, відповідно, отримав право залишатися відкритим, оскільки не було достатніх причин для закриття. У 2003 році мережа магазинів нижньої білизни та секс-іграшок Ann Summers отримала право рекламувати продавців у центрах зайнятості, що спочатку було заборонено через обмеження щодо того, яку рекламу може здійснювати секс-індустрія. У 2007 році міська рада Белфаста відмовила в ліцензії секс-шопу в Північній Ірландії. Магазин подав апеляцію та виграв, але це було скасовано Палатою лордів.
Ліцензування або закриття неліцензованих секс-шопів разом із культурними змінами, такими як суттєве пом’якшення загальної цензури та доступність некомерційного сексу, а також доступність матеріалів сексуального характеру онлайн, зменшили квартал червоних ліхтарів Сохо до просто невелика площа. У районі є 15 ліцензованих секс-шопів і кілька неліцензованих. Іслінгтон і Камден мають кілька секс-шопів; у першому також є три порнокінотеатри.
Секс-шопи в Шотландії регулюються Законом про громадянський уряд (Шотландія) 1982 року.
Сполучені Штати
У Сполучених Штатах серія рішень Верховного суду в 1960-х роках (на основі Першої поправки до Конституції Сполучених Штатів) загалом легалізувала секс-шопи, водночас дозволяючи штатам і місцевим юрисдикціям обмежувати їх через зонування. Правила зонування часто призводили до того, що магазини розташовувалися або на околиці міста, або об’єднувалися в одну територію, створюючи щось на зразок кварталу червоних ліхтарів із магазинами та підприємствами для дорослих. До 1980-х років майже всі американські секс-шопи були орієнтовані на майже повністю чоловічу клієнтуру. Багато з них включали відеозали для дорослих, і майже всі були розроблені таким чином, щоб їх клієнтів не було видно з вулиці: у них не було вікон, а двері часто мали L-подібний поворот, щоб люди на вулиці не могли бачити. потрібно] Крім того, наприкінці 1980-х і на початку 1990-х магазини, які також мали театри або аркади, інколи закривалися за розпорядженням уряду, мотивуючи це поширенням СНІДу.
З одного боку, є магазини, схожі на британську Ann Summers, що тяжіють до «м’якших» асортиментів. З іншого боку, є магазини, які виникли саме на основі сексуально-позитивної культури, як-от Good Vibrations і Xandria у Сан-Франциско. Останній клас магазинів, як правило, дуже свідомо орієнтований на громаду, спонсорує лекції та активно займається проблемами здоров’я, пов’язаними зі сексом, тощо.